# Tajvan a 2010. évi téli olimpiai játékokon

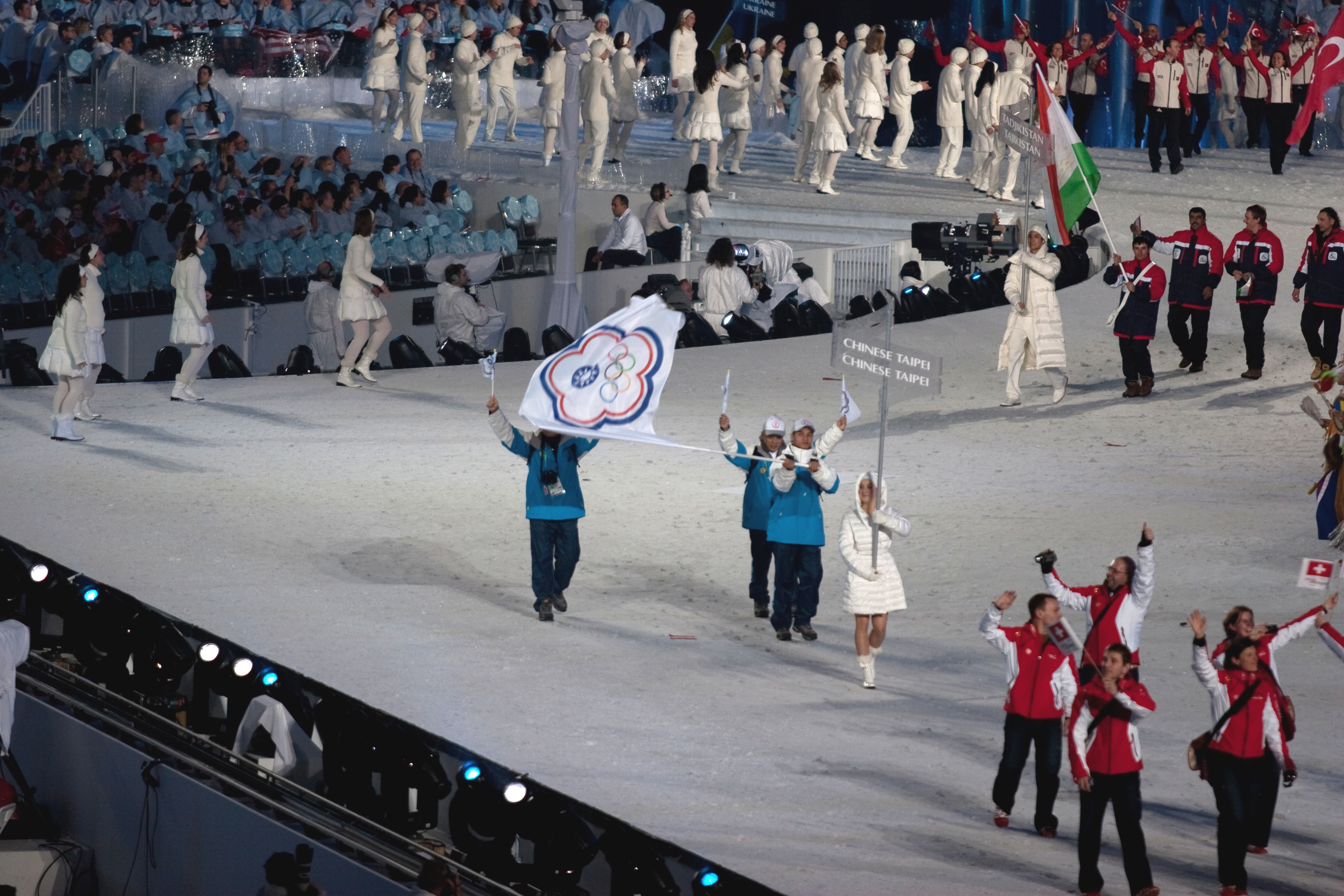
Tajvan olimpiai küldöttsége a megnyitón

Tajvan a kanadai Vancouverben megrendezett 2010. évi téli olimpiai játékok egyik részt vevő nemzete volt. Az országot az olimpián 1 sportágban 1 sportoló képviselte, aki érmet nem szerzett.

## Szánkó
| Versenyző    | Versenyszám | 1. futam | 1. futam | 2. futam | 2. futam | 3. futam | 3. futam | 4. futam | 4. futam | Összesítés | Összesítés |
| Versenyző    | Versenyszám | Idő      | Hely.    | Idő      | Hely.    | Idő      | Hely.    | Idő      | Hely.    | Idő        | Helyezés   |
| ------------ | ----------- | -------- | -------- | -------- | -------- | -------- | -------- | -------- | -------- | ---------- | ---------- |
| Ma Chih-Hung | Férfi egyes | 50,318   | 33.      | 50,460   | 33.      | 51,090   | 36.      | 50,494   | 36.      | 3:22,362   | 34.        |